# バクティ
バクティ（bhakti）とは、ヒンドゥー教で「最高神への絶対的帰依」を意味する語。「信愛」とも訳される。
『バガヴァッド・ギーター』によって前面に押し出され、一般庶民へと普及された概念で、ヴィシュヌ派を中心にヒンドゥー教徒全般に広く受け入れられている。
インドでは紀元前6世紀に輪廻からの解脱を説く仏教やジャイナ教が勃興した。これらの宗教の影響はヒンドゥー教の思想にも及び、ヴェーダーンタ学派など、本来の自己がアートマンであり、現実世界とは関わりが無い事を知識として理解するギャーナ（知識の道）が発展した。しかし、解脱を獲得するためのギャーナの修行は社会生活を放棄する難行であり、実践は難しかった。
これに対し、7世紀頃に南インドで、神を信愛することによって自力では得がたい解脱を慈悲によって与えられるというバクティ思想が説かれるようになった。バクティは『バガヴァッド・ギーター』によってすでに説かれていたが、南インド起源のバクティ思想は少女が少年に抱く恋心に喩えられるように、非常に個人的である点に特徴がある。信愛の対象となる神は『ラーマーヤナ』のラーマや『バーガヴァタ・プラーナ』のクリシュナなどに人気があった。
神学者のラーマーヌジャとマドヴァはシャンカラの一元論を否定し、バクティ思想に神学的基礎付けを行った。